# سمورچه هوپی
سمورچه هوپی (نام علمی: Neotamias rufus) نام یک گونه از سرده سمورچه غربی است که در کلرادو، یوتا و آریزونا در جنوب غربی ایالات متحده یافت می‌شوند.